# Daone
Daone este o comună din provincia Trento, regiunea Trentino-Alto Adige, Italia, cu o populație de 603 locuitori și o suprafață de 157.46 km².

## Demografie
Format:Demografia/Daone